# رون موريسون
رون موريسون (بالإنجليزية: Ron Morrison)‏ هو مهندس بريطاني، ولد في القرن العشرين.